# Chono jezik
Chono jezik (Code: 064), izumrli jezik Chono Indijanaca koji su živjeli između zaljeva Corcovado i Penas pred čileanskom obalom. O jeziku se ne zna gotovo ništa i lingvistička pripadnost nije poznata jer nikada nisu bili opisani ni od lingvistički ni etnografski. Posljednje Chono obitelji nestale su 1875.
Charles A. Zisa (1970) njihov jezik nabraja među alakalufskim dijalektima s privatnim kodom [alc-cho]

## Vanjske poveznice
- South American Isolates: Campbell, Grondona /in preparation/